# Ol-Nilskojan
Ol-Nilskojan este o arie protejată (arie specială de conservare — SAC, sit de importanță comunitară — SCI) din Suedia întinsă pe o suprafață de 162,5 ha, integral pe uscat.

## Localizare
Centrul sitului Ol-Nilskojan este situat la coordonatele 64°20′14″N 15°17′01″E / 64.3373°N 15.2835°E.

## Înființare
Situl Ol-Nilskojan a fost declarat sit de importanță comunitară în aprilie 2004 pentru a proteja 2 specii de plante. Situl a fost protejat și ca arie specială de conservare în martie 2011.

## Biodiversitate
Situată în ecoregiunea boreală, aria protejată conține 4 habitate naturale: Taiga vestică, Mlaștini împădurite, Mlaștini turboase de tranziție și turbării mișcătoare, Păduri fino-scandinave bogate în ierburi cu Picea abies.
La baza desemnării sitului se află mai multe specii protejate de  plante (2): Calamagrostis chalybaea, Ranunculus lapponicus.